# Innsbrucker Hofglashütte
Die Innsbrucker Hofglashütte wurde 1570 von Erzherzog Ferdinand II. von Tirol (1529–1595) gegründet und bis 1591 aufrechterhalten. Als fürstliche Stiftung ist sie die erste ihrer Art. Eine weltweit einzigartige Sammlung von Gläsern und Glasobjekten aus Innsbrucker Produktion hat sich in den Beständen des Kunsthistorischen Museums Wien erhalten und ist an den Standorten Wien und Ambras zu sehen.

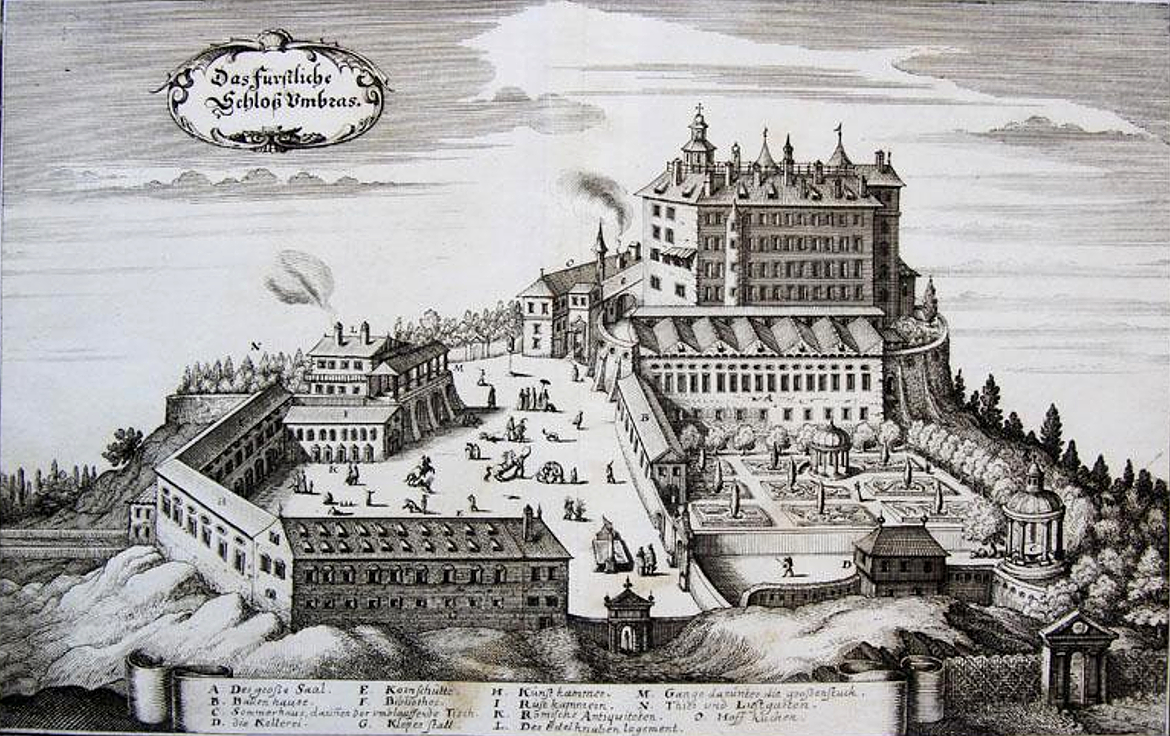
Matthäus Merian: Topographia Provinciarum Austriacarum. Frankfurter Kunstverein, Frankfurt am Mayn 1679, Seite T85. Die Glashütte lag abseits im Tier- und Lustgarten, markiert durch den Buchstaben N.

## Gründung
Ferdinand II. hatte schon in seiner Prager Zeit (1547–1565) spezielle Glasaufträge an eine böhmische Glashütte (Zdislaw Berka) erteilt. 1563 wurde er zum Landesherrn von Tirol ernannt. Als er seine Residenz 1567 nach Innsbruck verlegte, suchte er umgehend die bereits erfolgreich tätige Glashütte Hall in Tirol (1534–1635) auf. Hier galt die Herstellung farblosen Glases nach venezianischem Verfahren als höchstes Ideal. Wanderarbeiter mit entsprechenden Kenntnissen waren aus Altare an der ligurischen Küste angeworben worden. Ein Großteil der Haller Produktion diente allerdings der Versorgung des süddeutschen Raums mit Fensterglas. Erzherzog Ferdinand war als Liebhaber feiner venezianischer Gläser bekannt. Die bald angelernten Glashersteller in Hall verfügten jedoch weder über technische noch materielle Voraussetzungen, um seine individuellen Wünsche angemessen erfüllen zu können. Er sah keine andere Lösung, als sich direkt nach Venedig, bisweilen auch nach Trient zu wenden. Der Bestellprozess erwies sich jedoch als langwierig und aufwendig. Vom kaiserlichen Gesandten Veit von Dornberg (?1529–1591) unterstützt, gelang es ihm, von der venezianischen Signoria 1570 eine Sondergenehmigung zu erhalten. Es wurde ihm eine auftragsgebundene Ausleihe ausgewählter Fachkräfte aus Murano an den Ambraser Hof gestattet, was gewöhnlich verboten war. Der Errichtung einer eigenen Hofglashütte stand nun nichts mehr im Wege. Das Jahr 1570 gilt seither als Gründungsjahr. Die Arbeiter sollten, so wünschte sich dies der Erzherzog, "wenig fantasy" haben. Ausschließlich für die Beschaffung von Modeln und Materialien – wie z. B. Natronasche aus Meerespflanzen – und eine technische Verarbeitung auf venezianischem Niveau waren sie vorgesehen. Er selbst behielt sich den künstlerischen Entwurf vor. Aus dem Schriftwechsel mit dem Gesandten lassen sich zwischen 1571 und 1583 Namen von einzelnen venezianischen Glasherstellern nachweisen, darunter Pietro dell`Orso (1571), Salvatore Savonetti (1573–75, 1578) und Andrea Tudin (1575, 1583). Zu den prominentesten Aufträgen Salvatore Savonettis zählt die Herstellung farbloser Schutzgläser für 24 Alabasterreliefs mit den Taten Kaiser Maximilians I., die Alexander Colin (1527/29–1612) 1573 am Sarkophag des Kaisers in der Innsbrucker Hofkirche eingefügt hatte. Zusätzlich wurden 1578 und 1590 zwei Facharbeiter für die Herstellung vergoldeter Glasketten engagiert. Nach 1590 sind keine Aufträge mehr nachzuweisen. Der Betrieb der Innsbrucker Hofglashütte, deren Ofen nur auftragsabhängig angefeuert wurde, scheint eingestellt worden zu sein.

## Adressatenkreis
Ferdinand II. zählt zu den Fürsten, die sich als Sammler, Mäzene und Förderer der Künste einen hervorragenden Namen gemacht haben und darüber hinaus künstlerische Befähigungen vorweisen konnten. Einerseits spiegelte sich darin ein verbreitetes Selbstverständnis damaliger Fürsten. Zugleich sah sich der Habsburger jedoch auch in einer Tradition, die sein Urgroßvater Maximilian I. begründet hatte. Schon dieser besaß in Innsbruck eine Drechselbank. Auch Ferdinand II. brachte auf dem Gelände seiner Ambraser Hofburg eine Drechselei und eine Goldschmiedewerkstatt unter. Die Neigung zum Handwerk der Glasherstellung scheint jedoch, so Claudia Lehner-Jobst, seine besondere Passion gewesen zu sein und war vorbildlos. Bestätigung findet diese Annahme nicht nur in einem erhaltenen, goldgefassten und edelsteinbesetztem Deckelbecher, den er 1581 selbst mundgeblasen haben soll, sondern auch in der überlieferten Äußerung, die Glashütte diene seiner "eigener kurzweil".
Die beispiellose Pionierleistung, auf höfischem Areal eine Glashütte zu errichten, die teilweise sogar als offene Schau-Werkstatt betrieben wurde, hatte jedoch auch persönlichere Beweggründe. Ferdinand II. stand unter erheblichem Druck: Als zweitgeborener Kaisersohn in Mesalliance mit Philippine Welser (1527–1580) und ohne sukzessionsfähigen Nachfolger hatte er mit der Prachtentfaltung seines Hofes Vieles auszugleichen. Ohnehin stellte die Konkurrenz mit den Residenzen in München und Dresden eine enorme Herausforderung dar. Die Gründung der Innsbrucker Hofglashütte ist daher zugleich in engem Zusammenhang mit dem Vorhaben Ferdinands II. zu sehen, seine umfangreichen Sammlungen in einer Kunst- und Wunderkammer auf Schloss Ambras zu präsentieren. Spitzenleistungen in den Bereichen Kultur und Geschichte, Kunst, Technik und Wissenschaft waren der höfischen Gesellschaft vor Augen zu führen, und solche wurden in der Innsbrucker Hofglashütte produziert.
Nachlass-Inventare aus dem Jahr 1596 (Österreichische Nationalbibliothek und Archiv des Kunsthistorischen Museums) dokumentieren die hohe Wertschätzung, die preziösen Glasobjekten in diesem Ambiente gegolten hat. Einer von insgesamt 20 Schränken blieb ausschließlich "Sachen von Glaswerch" vorbehalten. In vornehmes Schwarz gefasst, war er mit Trink- und Scherzgläsern, Glasschmuck, Glasfiguren und Glasbildern bestückt. Eva Lenhart ist es gelungen, aus den erhaltenen Dokumenten die genauere Einrichtung dieses Schrankes zu rekonstruieren. Von den obersten Regalen leuchteten fantasievolle Glaskuriositäten in verschiedenen Farben. Trinkgläser wurden dagegen in den unteren Reihen ausgestellt. Die mittleren Regale nahmen aber jene kleinteiligen Glasarbeiten ein, die in Lampenarbeit hergestellt worden waren: Auf blauen und roten Taftkissen montiert, waren hier neben Glasblumen und -Figuren auch Glasschmuckstücke wie Ohrringe oder Glasknöpfe zu sehen, darunter Halsketten aus teils vergoldeten Glasperlen und Rosenkränze. Eva Lenhart hat diesen Glasschmuck, der sich in der Gestaltung an Goldschmiedewerken orientierte, mit der ausgeprägten höfischen Festkultur in Zusammenhang gebracht. Sie vermutet, dass getragene Stücke zur Dokumentation und Erinnerung an Festlichkeiten in den Sammlungen aufbewahrt wurden. Dabei konnten Glasknöpfe auch mehrfach verwendet werden. Im vierten Schrank wurde dem höfischen Besucher schließlich "ain instrument von glaswerch" präsentiert. Bei diesem ganz besonderen Schauobjekt handelte es sich nach Claudia Lehner-Jobst vermutlich um ein Glasglockenklavier, das sich bis heute in den Ambraser Sammlungen erhalten hat. Im Inneren des Instrumentes waren schalenförmige Gläser – "Glocken" – angebracht, die mithilfe einer Tastenmechanik von filzbezogenen Klöppeln angeschlagen werden konnten.

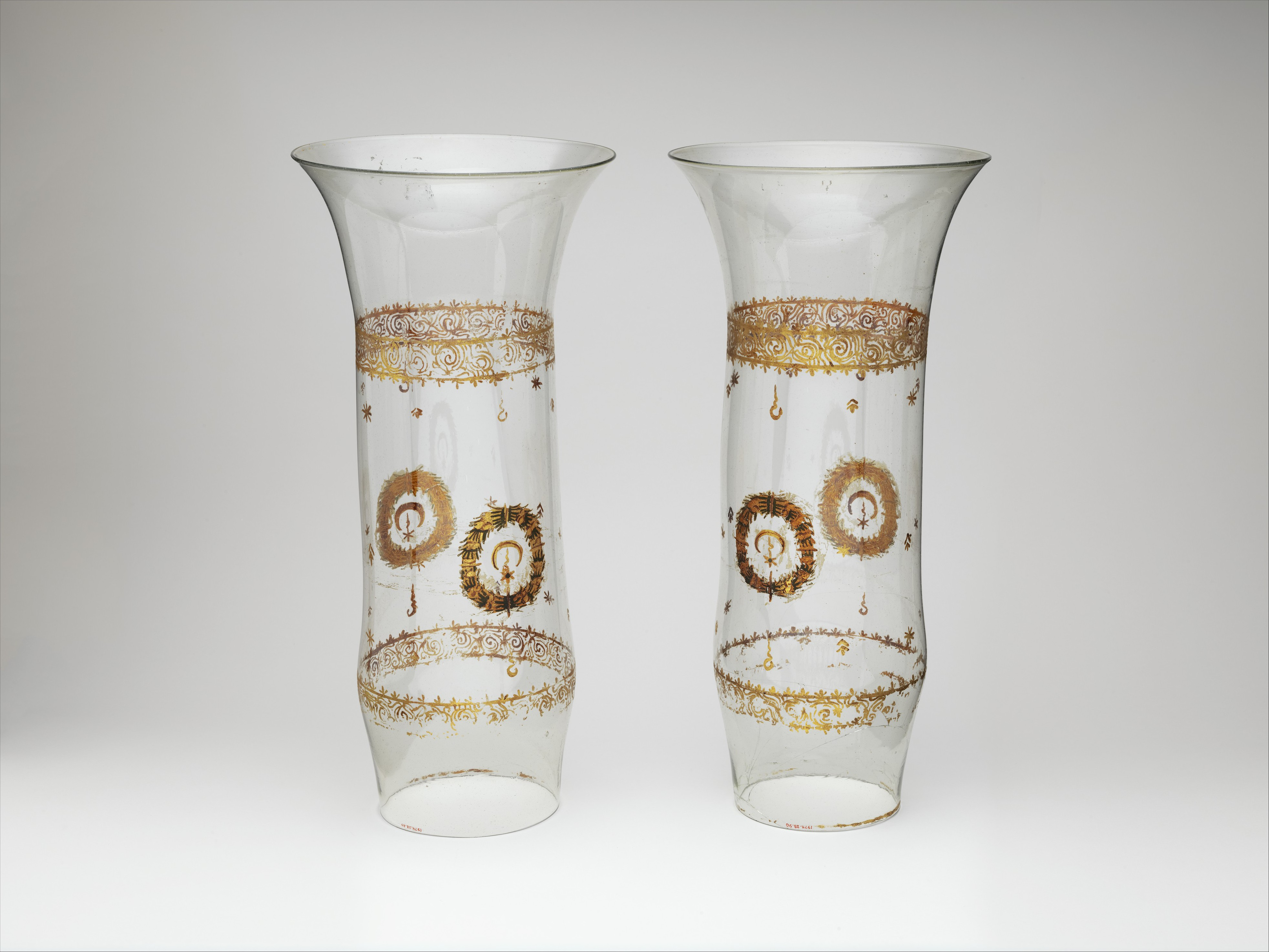
Windfang-Gläser, 55,9 cm; Kaltfarben und Vergoldungen; vermutlich Innsbrucker Hofglashütte 1570/1590; Metropolitan Museum of Art

## Repertoire
Oft ist es schwer, zwischen Gläsern aus Hall und aus Innsbruck zu unterscheiden. Beide Glashütten stellten Hohl- und Flachgläser, aber auch Glasschmuck her. Das Repertoire der Innsbrucker Hofglashütte unterscheidet sich von der Produktionspalette der Haller Glashütte jedoch dahingehend, dass die meisten Glaswerke individuelle und originelle Schöpfungen waren. Im Auftrag und bisweilen unter Aufsicht des Fürsten wurden sie in geringer Stückzahl hergestellt. Repräsentationswünsche überwogen dabei den bloßen Gebrauchszweck. Vielmehr galt es, Kunstfertigkeit und technisches Wissen an den Tag zu legen und zu demonstrieren, wie sich mit virtuoser Menschenhand und technischer Intelligenz Naturalia zu Artificialia verwandeln lassen. Manche Gläser wurden für spezielle höfische Trinkspiele angefertigt, etwa 1567 für die Bacchusgrotte. Zu vermuten ist auch, dass Einzelstücke als Geschenk dienten, ähnlich der Saliera des Benvenuto Cellini (1540/1543). Da einige Glasobjekte direkt in Venedig, andere zwar in Innsbruck, doch von venezianischen Kräften und mit venezianischen Ingredienzien hergestellt worden waren, lässt sich bei den ehemaligen Schaustücken aus der Ambraser Kunstkammer nicht immer zwischen Innsbrucker oder venezianischer Herkunft differenzieren.
Über Formen und Dekor geben die Aufträge des Fürsten wie die genannten Nachlass-Inventare Auskunft. Die Produktion umfasste alles, was ein höfisches Lebens verfeinern konnte: Trinkgläser, Scherzgefäße, Glasschmuck für Festkostüme, Glasbilder, Kleinplastiken aus Fauna und Flora, ein Spielbrett, aber auch Figuren der Commedia dell`Arte, andererseits auch bunte Scheibengläser für Sakralräume.
Ebensolche Vielfalt lässt sich beim Dekor beobachten: Neben Emailfarbenbemalung, Vergoldungen und Gravierung in Diamantrisstechnik weisen einige der Innsbrucker Gläser die in Venedig 1527 entwickelte und hochgeschätzte Technik des Fadendekors auf. Glasschmuck und Kleinplastiken sind hingegen in Lampenarbeit ausgeführt, eine Technik, die als Krönung venezianischer Glasmacherkunst galt und zu einer besonderes Attraktion der Innsbrucker Glasherstellung wie später der Ambraser Kunstkammer wurde. Für diese Herstellungsweise war kein Ofen notwendig. Vielmehr wurde auf vorgefertigte, oft farbige Glasstränge zurückgegriffen, die in der offenen Flamme einer Öllampe mit regulierbarer Sauerstoffzufuhr zum Schmelzen gebracht und dann geformt wurden.

## Sammlungen
- Schloss Ambras
- Kunsthistorisches Museum Wien
- Museum für angewandte Kunst, Wien
- Tiroler Landesmuseum
- Bayerisches Nationalmuseum
- Kunstsammlungen der Veste Coburg
- Museum Kunstpalast Düsseldorf
- Museum Angewandte Kunst Frankfurt
- Germanisches Nationalmuseum, Nürnberg
- Kunstgewerbemuseum Prag
- Museo del Vetro, Venedig
- Wallace Collection
- Victoria and Albert Museum